# 화구 (천체)

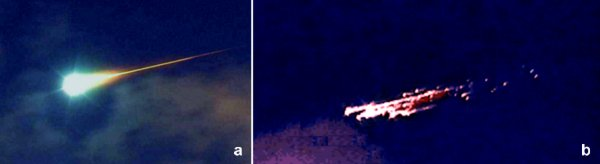
대기권에 돌입한 화구(a) 와 그 파편(b)

화구(火球) 또는 불꽃별똥은 평범한 유성보다 훨씬 밝은 유성을 말한다. 동아시아에서는 천구성(天狗星)이라고 불렀으며, 서양에서는 '파이어볼(fireball)'이라고 한다. 국제천문연맹(IAU)의 정의에 따르면, 화구는 지상에서 맨눈으로 볼 수 있는 행성들보다 더 밝은 유성(별똥)을 말한다. 즉, 안시등급으로 -4등급보다 밝은 유성을 말한다. 유성을 연구하는 아마추어 천문가들의 모임인 국제유성기구(IMO)(아마추어)는 국제천문연맹보다 더 과학적으로 정의하였는데, 화구는 천정에서 보면 안시등급이 -3등급보다 밝은 것이라고 하였다. 이 정의는 관측자와 유성 사이의 거리를 교정한다. 이것은 지평선 근처의 하늘이 천정보다 더 밝고, 또한 유성에서 나온 빛이 대기를 통과해 오는 거리가 더 멀다는 점을 보정하여 생각하는 것이다. 따라서 고도가 5도인 유성이 -1등급으로 관측되더라도 실제로 그 유성이 발생한 곳의 바로 아래에 있는 사람은 -6등급으로 보게 될 것이므로 화구로 취급한다는 것이다.
삼국사기, 고려사, 조선왕조실록, 승정원일기 등에는 화구에 관한 기록이 많이 나온다.

## 소리별똥
소리별똥은 말그대로 소리가 나는 별똥이다. 영어로는 bolide라고 하는데, 국제천문연맹에서는 이 용어에 대해서 따로 정의하지는 않고 불꽃별똥과 같은 범주로 취급한다. 한국의 역사 기록에는 소리별똥 기록이 여럿 있으며, 예를 들면 태조3년 9월25일자 조선왕조실록에 "천구가 땅에 떨어졌는데 소리가 우레같았다."라고 하였다.

## 같이 보기
- 슈메이커-레비 9 혜성
- 어스그레이징 유성
- 충돌사건